# Trở kháng
Trong kỹ thuật điện, trở kháng là đại lượng vật lý đặc trưng cho sự cản trở dòng điện của một mạch điện khi có hiệu điện thế đặt vào. Nó thường được ký hiệu bằng chữ Z và được đo trong SI bằng đơn vị đo Ω (ohm). Trở kháng là khái niệm mở rộng của điện trở cho dòng điện xoay chiều, chứa thêm thông tin về độ lệch pha.
Khái niệm trở kháng còn đóng vai trò trong vật lý khi nghiên cứu dao động điều hòa. Khái niệm này được chính thức có vị trí trong lịch sử kỹ thuật điện từ tháng 7 năm 1886, với đóng góp của Oliver Heaviside.
Trở kháng được biểu thị tổng quát như sau:
{\displaystyle Z=R+X}
Với R là điện trở (Resistance), X là điện kháng (Reactance).

## Dòng điện một chiều
Với dòng điện một chiều, tại trạng thái cân bằng:
- Tụ điện có mô hình là hai bản cực dẫn điện ngăn cách bởi điện môi, có trở kháng biến thiên tùy vào điện trở của điện môi, bản cực so với hiệu điện thế biến thiên giữa hai chân tụ, thường là vô cùng lớn và được coi như không dẫn điện.
- Cuộn cảm có mô hình là cuộn dây có điện trở không đáng kể, tương đương với một dây dẫn điện.
- Điện trở có trở kháng đúng bằng giá trị điện trở, một số thực.

Khái niệm trở kháng tổng quát vẫn có ý nghĩa với mạch điện chứa tụ điện, cuộn cảm, điện trở khi nghiên cứu trạng thái chuyển tiếp, lúc mới đóng mạch điện hay mới ngắt nguồn điện.

## Dòng điện xoay chiều
Khi đặt hiệu điện thế là một hàm điều hòa theo thời gian, hoặc tổng của các hàm điều hòa:
- Tụ điện làm dòng sớm pha π/2 so với hiệu điện thế
- Cuộn cảm làm dòng bị trễ pha π/2 so với hiệu điện thế
- Điện trở không thay đổi pha của dòng điện.

### Điện trở
- Điện trở sẽ kháng lại dòng điện một kháng trở {\displaystyle Z_{R}=R}

### Cuộn cảm
1) Trở kháng của cuộn dây được định nghĩa là tổng của điện kháng và điện ứng của cuộn cảm
- {\displaystyle Z_{L}=R_{L}+X_{L}}
  - {\displaystyle R_{L}}: Điện kháng của cuộn dây
  - {\displaystyle X_{L}}: Điện ứng của cuộn dây
    - {\displaystyle X_{L}=\omega L}
    - {\displaystyle \omega } là pha của dòng điện: {\displaystyle \omega =2\pi f={\frac {2\pi }{T}}}
    - {\displaystyle L}: điện cảm (Inductance) của cuộn dây.

2) Điện thế của cuộn dây là tổng của điện thế trên điện kháng với điện thế trên điện ứng của cuộn dây
- {\displaystyle V_{L}=V_{R_{L}}+V_{X_{L}}}
  - Điện thế trên điện ứng của cuộn dây dẫn trước điện thế trên điện kháng một góc 90ο.

3) Cuộn dây có một tần số cảm ứng, tần số khi điện kháng bằng điện ứng, tại tần số bằng {\displaystyle R \over L} và thời gian đạt đến tần số này là {\displaystyle L \over R}.

### Tụ điện
1) Trở Kháng của tụ điện được định nghĩa là tổng của điện kháng và điện ứng của tụ điện
- {\displaystyle Z_{C}=R_{C}+X_{C}}
  - {\displaystyle R_{C}}: Điện kháng của tụ điện
  - {\displaystyle X_{C}}: Điện ứng của tụ điện
    - {\displaystyle X_{C}=-{\frac {1}{\omega C}}}
    - {\displaystyle \omega } là pha của dòng điện: {\displaystyle \omega =2\pi f={\frac {2\pi }{T}}}
    - {\displaystyle C}: điện dung (Capacitance) của tụ điện.

2) Điện thế của tụ điện là tổng của điện thế trên điện kháng với điện thế trên điện ứng của tụ điện
- {\displaystyle V_{C}=V_{R_{C}}+V_{X_{C}}}
  - Điện thế trên điện ứng của tụ điện {\displaystyle V_{X_{C}}} đi sau điện thế trên điện kháng của tụ điện {\displaystyle V_{R_{C}}} một góc 90ο.

3) Tụ điện có một tần số cảm ứng, tần số khi điện kháng bằng điện ứng, tại tần số bằng {\displaystyle 1 \over CR} và thời gian đạt đến tần số này là CR.
Trở kháng tổng cộng của mạch điện được tính giống với mạch điện một chiều, nhưng trên các số phức. Một cách tổng quát, nó thường là số phức:
{\displaystyle \ Z=R+jX}
Với X là phần ảo của trở kháng, được gọi là điện kháng, có giá trị phụ thuộc vào tần số của hiệu điện thế; R là phần thực của trở kháng, được gọi là trở kháng thuần, {\displaystyle j^{2}=-1}.